# لوئیزیتو پیه
لوئیزیتو پیه(انگلیسی: Luisito Pié؛ زادهٔ ۴ مارس ۱۹۹۴) ورزشکار تکواندو اهل جمهوری دومینیکن است.
وی در مسابقات کشوری و بین‌المللی در مجموع برندهٔ ۲ مدال طلا، ۱ مدال نقره و ۱ مدال برنز شده‌است.